# 12980 Pruetz
12980 Pruetz eller 1978 VO3 är en asteroid i huvudbältet som upptäcktes den 6 november 1978 av de båda amerikanska astronomerna Eleanor F. Helin och Schelte J. Bus vid Palomarobservatoriet. Den är uppkallad efter Todd Orville Pruetz.
Den tillhör asteroidgruppen Nysa.